# Chiesa di Santa Vittoria Vergine e Martire (Anticoli Corrado)
La chiesa di Santa Vittoria Vergine e Martire è la parrocchiale di Anticoli Corrado, nella città metropolitana di Roma Capitale. Risale al XVI secolo.

## Storia
La data precisa della costruzione della chiesa di Santa Vittoria ad Anticoli Corrado non è nota tuttavia viene citata in atti visitali del 1581 quindi sembra molto probabile che la sua fondazione sia avvenuta nei secoli precedenti. Pur essendo posteriore come costruzione alla chiesa di San Pietro, che risale all'XI secolo, è il tempio eretto per la santa protettrice di Anticoli.
Come luogo per la sua erezione venne scelta la Rocca, il nucleo storico anticamente fortificato che raccoglie attorno alla sua piazza, oltre alla chiesa, il palazzo baronale ed il palazzetto Brancacci.
A partire dal 1598 e per circa quattro anni fu oggetto di importanti lavori di ristrutturazione ed ampliamenti.
Nella seconda metà del XIX secolo l'edificio venne ampliato e prima venne aggiunta la seconda navata, a destra, poi la terza navata, a sinistra. I lavori per adeguare le dimensioni della chiesa alle necessità dei fedeli finirono attorno al 1865.

## Descrizione
La chiesa, in piazza Vittoria, è accessibile scendendo da un'ampia scalinata. La facciata mostra un portale principale, con semicolonne e frontone, affiancato da altri sue ingressi. Sul portale centrale una piccola finestrella cieca e su uno laterale l'orologio, visibile solo dalla piazza.
L'interno ha tre navate con cappelle laterali separate da pilastri. La copertura è con volta a botte. La cantoria, nella controfacciata, è in legno.
La chiesa conserva, nella sua parte absidale, affreschi eseguiti negli anni cinquanta da Pietro Gaudenzi.